# 飘带兜兰
飘带兜兰（学名：Paphiopedilum parishii），为兰科兜兰属下的一个植物种。